# Matysová
Matysová (in ungherese Máté) è un comune della Slovacchia facente parte del distretto di Stará Ľubovňa, nella regione di Prešov.